# Palazzo Latilla
Il Palazzo Latilla è un edificio di valore storico e architettonico di Napoli ubicato in via Tarsia 27 e 31 nel quartiere Avvocata. L'edificio ospita una delle sedi del Dipartimento di Architettura dell'Università degli Studi di Napoli Federico II.

## Descrizione
L'edificio risalente al XVIII secolo fu completato da Mario Gioffredo nel 1762, su commissione del consigliere municipale Ferdinando Latilla, marchese di Taurasi, e conserva al secondo piano una piccola cappella con il pavimento maiolicato utilizzata oggi per conferenze e simposi accademici.

## Caratteristiche architettoniche
L'edificio è composto da tre moduli indipendenti, ognuno si compone da una precisa sequenza spaziale: ingresso, cortile, scala aperta addossata alla parete in fondo al cortile. Caratteristiche di impronta tipologica di origine settecentesca, che si ritrovano in molti edifici napoletani.